# Джек Лейбовиць
Джек (Яків) Лейбовиць (10 жовтня 1900, Проскурів, нині Хмельницький — 11 грудня 2000, Грейт-Нек, Нью-Йорк, США) — бухгалтер, видавець коміксів, керівник видавництва DC Comics.

## Життєпис
Народився 10 жовтня 1900 року в місті Проскурів, нині Хмельницький, Хмельницька область, Україна (тоді Подільської губернії, Російська імперія) у єврейській родині. Його мати Міндл ніколи не казала про біологічного батька Якова, її першого чоловіка, який покинув сім'ю. Вона вдруге вийшла заміж за кравця Юліуса Лейбовіца, коли синові було три роки. Яків незабаром отримав прізвище вітчима, і 1910 року родина емігрувала до США. Вони прибули до єврейського мікрорайону Нью-Йоркського Нижнього Іст-Сайду. І, як це було заведено в той час, прийняли англізовані імена: його батьки стали Джуліусом і Мінні Лейбовиць, а він став Джейкобом, незабаром його стали називати Джеком. Джек був працьовитою дитиною і почав спочатку працювати газетярем. У старшій школі він здобув кваліфікацію у галузі бухгалтерського обліку. Він вважав, що цей фах допоможе йому уникнути перспективи бідного життя. Мав сестру Фей (1906) та брата Гаррі (1907).

## Кар'єра та партнерство з Гаррі Доненфельдом
До 24 років Лейбовиць здобув ступінь бухгалтерського обліку в Нью-Йоркському університеті, а 1927 року одружився з Роуз і переїхав до Бронкса. Лейбовиць працював бухгалтером у Міжнародна профспілка швачок (ILGWU), розташованому на площі Юніон-сквер Мангеттена; його батько був управителем цього союзу з початку 1910-х років. До 1925 року Лейбовиць керував страйковим фондом профспілки, а через рік зумів утримати фонд платоспроможним після шестимісячного страйку на 50 000 робітників. Його ділова хватка надала Лейбовицю високого становища поміж профспілкових чиновників. До кінця десятиліття Лейбовиць розширив коло клієнтів і почав вивчати фондовий ринок. Його початкові угоди добре спрацювали для профспілки. Але після краху на Волл-стріт 1929 року, Лейбовиць і компанія ILGWU припинили співпрацю.
1929 року Джуліус Лейбовиць звернувся до Гаррі Доненфельда, з яким він подружився через зв'язки ILGWU, в пошуках роботи для свого сина. Доненфельд, підприємець, що розвивався, відчував відданість тим, хто був зі старого мікрорайону. Тому він взяв Джека своїм особистим бухгалтером. Хоча це була випадкова зустріч, двоє чоловіків дуже добре доповнювали один одного — Доненфельд був висококласним громадським лідером, а Лейбовиць був обережним і мав логічний розум. Це дозволило Доненфельду уникнути великих фінансових помилок і успішно вести бізнес.
Коли Лейбовиць почав працювати у Доненфельда, імперія останнього була трохи більша за видавництво «еротичних журналів» поширюваних Eastern News — компанією, керованою Чарлзом Дрейфусом та Полом Самплінером [Архівовано 14 червня 2021 у Wayback Machine.]. 1931 року Eastern News зазнала банкрутства і більше не могли платити своїм видавцям; компанія заборгувала самому лише Доненфельду 30 000 доларів. І Доненфельд, не бажавши знову залежати від дистриб'юторів, звернувся до компанії Самплінера з ідеєю створити видавництво Independent News Co., яке мало б власну систему розповсюдження. Як видавець, Доненфельд зумів ухилитися від кредиторів і розірвати угоди, але, як на розповсюджувача, він більше покладався на Лейбовиця. Той забезпечував безперебійність роботи компанії, вчасну сплату рахунків і почав вибудовувати довіру клієнтів, якої підприємства Доненфельда ніколи не відчували.

## National / DC
1935 року видавець Малколм Вілер-Ніколсон прийшов до Independent News у пошуках нового дистриб'ютора серії коміксів, яку випускала його компанія, National Allied Publications. Хоча комікси не були головним напрямком роботи Доненфельда, він погодився співпрацювати з Вілером-Ніколсоном. Так, Independent News почала друкувати та розповсюджувати комікси. Вілер-Ніколсон випустив дві серії коміксів, New Fun та New Comics, які вперше в історії мали розміри, близькі до сучасних коміксів, та абсолютно оригінальний матеріал, на відміну від газетно-комічних передруків із частково новим матеріалом. Ключовим стало третє видання коміксів під назвою Detective Comics. Багато заборгувавши Independent News, Вілер-Ніколсон не зміг самотужки видати цю серію коміксів. Лише створивши дочірню компанію Detective Comics Incorporated у партнерстві з Лейбовицем, Вілер-Ніколсон спромігся профінансувати випуск Detective Comics.
1938 року Доненфельду вдалося усунути Вілера-Ніколсона з числа співласників, підштовхнувши Detective Comics, Inc. до банкрутства та придбавши її активи. В рамках кампанії банкрутства Лейбовиць, тепер єдиний власник Detective Comics Inc., викупив видання National Allied у Вілера-Ніколсона. Таким чином, Доненфельд і Лейбовиць отримали повний контроль над видавництвом коміксів.
Саме Джек Лейбовиць очоливши компанію Detective Comics Inc., вигадав назву найвагомішої серії коміксів: Action Comics. Тоді Лейбовиць попросив редактора Віна Саллівана знайти матеріал для наповнення нової назви. І Салліван, Лейбовиць та Шелдон Меєр врешті створили історію коміксів. Вони розпочали те, що історики та шанувальники називають Золотим віком коміксів, залучивши письменника Джеррі Сігела та художника коміксів Джо Шустера, які створили ікону американської культури — Супермена.

### All-American Publications
Наприкінці 1930-х Макс Гейнс, який вже мав досвід видавця коміксів, звернувся до Доненфельда з проханням профінансувати та розширити власну видавничу компанію. Доненфельд погодився за умови, що Гейнс прийме Лейбовиця як партнера. Доненфельд організував це не лише для того, щоб винагородити Лейбовиця за його роботу з Independent News, але і як гачок для утримання Джека в компанії та для убезпечення себе від дій Гейнса поза інтересами бізнесу Доненфельда. До кінця 1938 року Гейнс та Лейбовиць були міноритарними власниками All-American Publications, незалежної дочірньої компанії National/DC.
Протягом 1945-46 років Гейнс покинув All-American Publications, щоб створити власну компанію — Educational Comics, пізніше відому як EC. Це дозволило Лейбовицеві придбати його частку компанії. Лейбовиць негайно об'єднав All-American Publications з DC/National. Таким чином, він із Доненфельдом продовжили публікувати кращі випуски коміксів обох компаній.

### Нові медіа
З часом Лейбовиць продовжував залишатися в авангарді нових технологій та розважальних засобів масової інформації. Сприявши переходу Супермена до кіносеріалів із Кірком Еліном у головній ролі, на радіо і до короткометражних анімацій. Історик коміксів Джерард Джонс описав Лейбовиця як єдиного видавця коміксів, який «доклав усіх можливих зусиль, щоб новий носій (телебачення) працював на нього», коли 1951 року продюсер Вітні Еллсворт вивів на ТБ телевізійний серіал «Пригоди Супермена».

### Зміни компанії
1961 року Лейбовиць, об'єднавши компанії DC Comics в єдину — National Periodical Publications, вивів у вільний продаж на фондових ринках акції корпорації. При цьому залишившись президентом National Periodical Publications, яка стала головним американським видавництвом коміксів на той час. Через шість років компанія Kinney National Services придбала компанію; наступного року Кінні також купив Warner Bros. для формування Warner Communications.
Лейбовиць продовжував бути активним членом колегії Warner Communications, щодня відвідуючи офіс навіть у свій 91-й рік, нарешті, відмовившись від свого місця в 1991 році.

## Здобутки 1950-х років
У 50-х роках індустрія коміксів зазнала значного скорочення продажів. Багато хто вважає, що причиною цьому став представлений 1954 року Кодекс комітету коміксів. Ним заборонялося публікувати сцени, які за описом кодексу мали жахливий, насильницький або сексуальний характер. Це вплинуло не лише на популярні комікси про жахи та злочини, але навіть на ринок підліткових романів. Лейбовиць на початку своєї кар'єри висунув моральний кодекс у власних публікаціях, ставши віце-президентом організації Comics Magazine Association під керівництвом Джона Голдварта. Тому не дивно, що зміни нового кодексу найменше вплинули на видавництво Джека Лейбовиця, оскільки його власні комікси відповідали кодексу ще до його введення.
1956 року ринок коміксів скоротився на п'ятдесят відсотків, порівняно з показниками початку 1950-х років. Коли 1957 року American News Company визнали винною у обмеженні торгівлі, вона змушена була позбутися своїх газетних кіосків. Це змусило Джорджа Делакорта з Dell Comics знайти нового дистриб'ютора. В свою чергу це визначило кінець American News. З тих компаній, які вижили на початку 1950-х років, лише половина залишилася після втрати такого великого дистриб'ютора. Лейбовиць же здійснив три помітних дистиб'юційних придбання під час цього потрясіння. Першим стала видавнича компанія Мартіна Гудмена, співробітники якої згодом формуватимуть Marvel Comics. Також Джек Лейбовиць викупив Білла Гейнса журнал Mad і Г'ю Гефнера Playboy.

## Особисте життя
Джейкоб Лейбовиць помер 11 грудня 2000 року, через 44 роки після смерті своєї першої дружини Роуз. У нього залишилися друга дружина Ширлі, дві його доньки Лінда та Джоан, пасинок Роберт і правнуки Еліана, Алекс, Джош, Бен, Лео, Гаррі та Аріана. Племінниця Лейбовиця Керол була багато років одружена із сином Гаррі Доненфельда Ірвіном, який протягом тривалого часу був керівником та співвласником DC.
1985 року DC Comics назвав Лейбовиця одним із почесних осіб у 50-річному виданні компанії Fifty Who Made DC Great.
2019 року на честь Джека Лейбовиця в його рідному місті випустили інтерактивний комікс «Таємниці Хмельвіля».